# Blatno (Eslovênia)
Blatno é uma vila localizada no município de Brežice na Eslovênia. Possuía uma população estimada de 140 habitantes em 2020.